# Варзин (футбольный клуб)
«Варзи́н» (порт. Varzim SC) — португальский футбольный клуб из города Повуа-де-Варзин в округе Порту на севере Португалии. Клуб основан в 1915 году и является одним из старейших португальских клубов, домашние матчи проводит на стадионе «Эштадиу да Варзин», вмещающем 11 000 зрителей. Лучшим результатом «Варзина» являются 5-е месте в Примейре в сезоне 1978/79.

## История
«Варзин» был основан 25 декабря 1915 года под названием «Varzim Foot-Ball Club» и просуществовал до 25 марта 1916 года, когда клуб получил своё нынешнее название. Клуб в общей сложности провел в элитном дивизионе 21 сезон, восемь из которых были с сезона 1963/64 по сезон 1971/72.

## Сезоны по дивизионам
- Примейра — 21 сезон
- Сегунда лига — 15 сезонов
- Сегунда дивизиу — 10 сезонов
- Терсейра дивизиу — 1 сезон

## Достижения
- Сегунда дивизиу
  - Победитель (4): 1962/63, 1975/76, 1995/96, 2011/12
- Терсейра дивизиу
  - Победитель: 1961/62